# Келих з вакхічними сценами
Келих з вакхічними сценами — шедевр ювелірства доби бароко, створений майстром Бальтазаром Грейсманом в місті Антверпен.

## Барокова багатозначність
Розквіту барокового живопису в підіспанських Південних Нідерландах сприяли як розвинені, національні, художні традиції, так і активні контакти з мистецькими центрами Італії. Це не стало в заваді в створенні національних рис, притаманних тільки живопису і мистецтву Фландрії взагалі — підвищеній чуттєвості, декоративності, орієнтації на аристократичні смаки, слабким демократичним уподобанням.
По смерти Рубенса пафос фламандського бароко підтримав в живопису Якоб Йорданс. Найкращі знахідки мистецтва власного вчителя і конкурента в портреті розвинув Антоніс ван Дейк. Ван Дейк збагатив портретний жанр психологізмом і грацією, які сформують тип західноєвропейського парадного (репрезентативного) портрета, прийнятого від Генуї до Мадрида і Лондона. Фреска (на відміну від Італії і Франції)не тримала розвитку в мистецтві Фландрії. Її функції на себе перебрали олійний живопис і гобелени. До найкращих зразків монументальних стінописів підняв мистецтво натюрмортів Франс Снейдерс. Найкращі декоративні якості національного мистецтва відбилися і в полегшених, компромісних творах, які робив Томас Віллібортс Босхарт та низка місцевих художників-декораторів.
На розквіт національного мистецтва суттєво вплинули висока місцева культура малюнка 16 століття майстрів відродження та маньєризму та активна діяльність художньої майстерні Пітера Пауля Рубенса. Остання охоче виконувала завдання і замови майстрів декоративно-ужиткового мистецтва — декораторів, ювелірів, скульпторів, ткачів, друкарів, меблярів. Стилістика бароко в співдружності із реалізмом 17 століття рішуче замінила панівні позиції пізнього фламандського маньєризму. Але фламандське бароко узяло і творчо розвинуло практично все корисне від маньєризму — високу осіченість його майстрів, віртуозну обробку матеріалів, бажання полонити майстерністю, просвіщати і дивувати. В мистецтві фламандського бароко знову розквітли багатозначність і символізм, притаманні національному мистецтву ще доби пізнього середньовіччя (твори Яна ван Ейка, Ієронімуса Босха, графіка Пітера Брейгеля старшого).

## Опис твору
Балтазар Грейсман створив келих вже підкоряючись давній традиції, що панувала в ювелірній справі Фландрії та Німеччині. Звідси використання екзотичної сировини (слонова кістка) і алегорична символіка сцен. Келих рясно прикрашений рослинними візерунками та фігурками путті. Останні сплять на підніжжі у підпори, яку оповила виноградна лоза з гронами стиглого винограду. Маленька фігура Амура вінчає також кришку келиха. Центральне поле келиха піддано головній вакхічній сцені. Але це не танок і не бенкет.
Античні боги спрямували власну увагу до якогось молодика і практично ведуть боротьбу за його душу. Оголена богиня Венера притримує власні груди як натяк на тілесні насолоди, такі привабливі для молоді. На юнака плескає вином маленький і грайливий Амур, аби відродити в тому жагу до насолод життя. Але поряд за свідомість молодика б'ється богиня мудрості і розсудливої стриманості Мінерва в шоломі і зі списом. Цікаво, що молодика практично важко роздивитись, бо майстер подав його в складному ракурсі (лежить навзнак головою на глядача).
Барокова багатозначність присутня і тут і стає варіантом обрання життєвого шляху особою, тобто особи — на перетині шляхів. Балтазар Грейсман абсолютно відмовився і від золочення (цього нема навіть в деталях), і від використання будь-яких кольорів. Глядачеві залишена лише шляхетна краса віртуозно обробленої поверхні келиха. Декортивність настільки переважає в творі, що нагадує декоративні вази роботи італійця Массіміліано Сольдані. Але той працював пізніше за роки життя Грейсмана і запозичень не могло бути.